# Unisław Śląski (gromada)
Unisław Śląski – dawna gromada, czyli najmniejsza jednostka podziału terytorialnego Polskiej Rzeczypospolitej Ludowej w latach 1954–1972.
Gromady, z gromadzkimi radami narodowymi (GRN) jako organami władzy najniższego stopnia na wsi, funkcjonowały od reformy reorganizującej administrację wiejską przeprowadzonej jesienią 1954 do momentu ich zniesienia z dniem 1 stycznia 1973, tym samym wypierając organizację gminną w latach 1954–1972.
Gromadę Unisław Śląski z siedzibą GRN w Unisławiu Śląskim utworzono – jako jedną z 8759 gromad na obszarze Polski – w powiecie wałbrzyskim w woj. wrocławskim, na mocy uchwały nr 30/54 WRN we Wrocławiu z dnia 2 października 1954. W skład jednostki weszły obszary dotychczasowych gromad Unisław Śląski i Rybnica Leśna ze zniesionej gminy Kuźnice Świdnickie w tymże powiecie. Dla gromady ustalono 10 członków gromadzkiej rady narodowej.
1 lipca 1968 gromadę zniesiono, a jej obszar włączono do gromady Mieroszów w tymże powiecie.